# 元気ですか (河島英五の曲)
「元気ですか」（げんきですか）は、河島英五の曲。

## 概要
河島英五が東北電力株式会社の企業イメージCMのために、作詞・作曲した曲である。かつてこの曲は、東北電力に音源があり、以前は東北電力へ問い合わせすると、歌詞カードと曲入りテープを入手することができたが、現在はCDリリースされたため、著作権などの問題から音源を提供することはしていない。
毎年8月に秋田県大仙市で行われる大曲全国花火競技大会で東北電力提供の花火が打ち上げられる際には、この曲がフルコーラスでかかる。
永らく商品化はされていなかったが、2011年5月25日に発売された「『旧友再会』〜ベスト オブ 河島英五〜」に、モノラル音源のフルコーラス版が収録された（編曲：服部克久）。
同曲を使う東北電力のCMは一社提供番組を中心に長く放映され、2001年4月に河島が死去した後も放送を続けてきたが、東日本大震災の影響で広告活動が縮小され、CM放映も中断されていた。2016年にCMソングとしての使用を再開している。
東北電力では楽曲の長さ（3分15秒）に合わせたロングバージョンのCMを配信している。